# Necati Ateş
Necati Ateş, né le 3 janvier 1980 à İzmir, est un ancien footballeur turc.

## Biographie

### Carrière en club
Necati Ateş commence à jouer au football dans le club amateur de Narlıdere Esnafspor dans la ville d'Izmir.
Le 6 août 1999, il intègre le centre de formation de Altay Izmir et le 9 septembre 1999, il signe un contrat professionnel avec son club. Le 14 février 2000, il est prêté jusqu'à la fin de la saison au club de Aydınspor. La saison suivante en 2000-2001, il explose dans le club de Altay Izmir en marquant 19 buts dans la saison.
Le 19 septembre 2001, il signe pour le club de Adanaspor AŞ où il joue jusqu'au 20 janvier 2004. Entre-temps, il est le deuxième meilleur buteur du Championnat 2002-2003 avec 19 réalisations.
À la mi-saison 2003-2004, Galatasaray SK décide de recruter la nouvelle révélation du football turc, où il prend part à 123 matchs et marque 58 buts en 4 saisons. Il gagne une Coupe de Turquie au côté de Franck Ribéry contre Fenerbahçe SK sur un score écrasant de 5-1, il est aussi sacré Champion de Turquie en 2006-2007 avec l'entraîneur Eric Gerets.
Le 3 septembre 2007, il est prêté au club de la capitale, Ankaraspor. Le 6 février 2008, il est prêté au club d'Istanbul BB. Pour la saison 2008-2009, il est prêté au club espagnol de la Real Sociedad, avant d'être de nouveau prêté, au club turc d'Antalyaspor.
Après un passage à Galatasaray SK, il joue actuellement avec Eskişehirspor.

### Carrière en sélection
En 2003, il joue la Coupe des confédérations avec l'équipe nationale de Turquie organisé en France, ou la Turquie termine 3e de la compétition. 
Depuis août 2006, il n'a plus connu de sélection en équipe nationale.

## Statistiques
| Club           | Saison    | Ligue | Ligue | Ligue | Coupe | Coupe | Coupe | Europe | Europe | Europe |
| Club           | Saison    | MJ    | But   | P.D   | MJ    | But   | P.D   | MJ     | But    | P.D    |
| -------------- | --------- | ----- | ----- | ----- | ----- | ----- | ----- | ------ | ------ | ------ |
| Altay Izmir    | 1997-1998 | 9     | 2     |       | 1     |       |       |        |        |        |
| Altay Izmir    | 1998-1999 | 3     |       |       | 1     |       |       |        |        |        |
| Altay Izmir    | 1999-2000 | 9     |       |       | 1     |       |       |        |        |        |
| Aydınspor      | 1999-2000 | 6     | 1     |       |       |       |       |        |        |        |
| Altay Izmir    | 2000-2001 | 35    | 19    |       | 1     |       |       |        |        |        |
| Altay Izmir    | 2001-2002 | 4     | 1     |       |       |       |       |        |        |        |
| Adanaspor AŞ   | 2001-2002 | 32    | 17    |       | 4     |       |       |        |        |        |
| Adanaspor AŞ   | 2002-2003 | 33    | 19    |       | 1     |       |       |        |        |        |
| Adanaspor AŞ   | 2003-2004 | 14    | 4     |       | 1     |       |       |        |        |        |
| Galatasaray SK | 2003-2004 | 14    | 9     |       |       |       |       | 2      |        |        |
| Galatasaray SK | 2004-2005 | 33    | 15    |       | 5     | 4     |       |        |        |        |
| Galatasaray SK | 2005-2006 | 32    | 18    |       | 5     | 4     |       | 2      |        |        |
| Galatasaray SK | 2006-2007 | 20    | 6     |       | 6     | 1     |       | 4      | 1      |        |
| Ankaraspor     | 2007-2008 | 14    | 3     | 1     | 3     | 1     |       |        |        |        |
| Istanbul BB    | 2007-2008 | 12    | 8     | 2     |       |       |       |        |        |        |
| Real Sociedad  | 2008-2009 | 36    |       |       |       |       |       |        |        |        |
| Antalyaspor    | 2009-2012 | 87    |       |       |       |       |       |        |        |        |
| Galatasaray SK | 2012-2012 | 20    |       |       |       |       |       |        |        |        |
| Eskişehirspor  | 2012-???? | 22    |       |       |       |       |       |        |        |        |
| Total          | 2003-2009 | 288   | 122   | 3     | 29    | 10    |       | 8      | 1      |        |

## Palmarès
- 2003 : 3e de la Coupe des confédérations 2003 avec la Turquie
- 2004-2005 : Vainqueur de la Coupe de Turquie avec Galatasaray SK
- 2005-2006 : Champion de Turquie avec Galatasaray SK
- 2011-2012 : Champion de Turquie avec Galatasaray SK
- Vainqueur de la Supercoupe de Turquie en 2012 avec Galatasaray SK